# Братське кладовище (Івано-Франківськ)

Братське кладовище в Івано-Франківську

Братське кладовище — меморіальний комплекс в Івано-Франківську, відкритий у 1946 р. Складається з Монументу слави, «Вічного вогоню» та братських могил солдат, що загинули під час завоювання міста Радянським Союзом в Другу світову війну.

## Історична довідка
Після закінчення воєнних дій поховання червоноармійців були розкидані по всьому місту та його околицях. Тому вирішили створити меморіальне кладовище та перевезти туди всі рештки. 19 вересня 1945 року у газеті «Прикарпатська правда» вийшло оголошення про відкриття у жовтні виставки-конкурсу. І тільки, у червні наступного року розпочалася підготовка до будівництва меморіалу.
Місцем для нього обрали,— так звану, «повиставову площу»,— на розі вулиць Леніна (тепер Лепкого) і Рєпіна. У 1875 році на площі проводилася сільськогосподарська виставка, потім там виступали мандрівні театри і цирки-шапіто. А в післявоєнний час, у 1946 році, ця територія була схожа на щось середнє між пустирем та закинутим садом.
Також 19 червня 1946 року в пресі з'явився відкритий лист секретаріату міськвиконкому та облради, в якому всі організації міста було запрошено взяти участь у будівництві братського кладовища.
27 липня 1946 р. розпочали спорудження меморіалу працівники МВС, які першими вийшли на суботник. Роботи велися шаленими темпами,— від сьомої ранку до пізнього вечора. Щодня на будові працювали від 100 до 200 і більше осіб.
Медики організували перевезення загиблих солдат з центрального міського кладовища та цвинтаря на Київській вулиці, а також офіцерів із центральної частини міста.
Урочисте відкриття, присвячене до Дня Жовтневої революції, відбулося 23 жовтня 1946 року.
Тоді «Братське кладовище» мало дещо інший вигляд: на вході до меморіального комплексу стояли дві гармати. Далі, в центрі, — пам'ятник-обеліск, в середині якого горів вічний вогонь. Ліворуч та праворуч знаходилися пам'ятники Героям Радянського Союзу старшому сержанту Сєрікову та полковнику Гаркуші, позаду них — братські могили солдат і офіцерів, із викарбуваними їх прізвищами на 16 мармурових дошках. По периметру огорожі були розміщені 15 кам'яних ваз, — символи радянських республік. Пізніше перед обеліском встановили скульптуру солдата з карабіном та прапором.
В 1967 році кладовище було реконструйоване. Ансамбль увінчала 8-метрова скульптура матері з двома дітьми. Автори монументу: місцеві скульптори Лендел і Мацієвський.

## Зображення
- Віртуальний Івано-Франківськ Сферичні панорами [Архівовано 21 січня 2012 у Wayback Machine.]:
  - Вхід в меморіальний комплекс [Архівовано 5 березня 2016 у Wayback Machine.]
  - «Вічний вогонь» у меморіальному комплексі [Архівовано 23 квітня 2016 у Wayback Machine.]
  - Монумент слави [Архівовано 14 травня 2019 у Wayback Machine.]
  - Перехрестя вулиць Б.Лепкого та Рєпіна [Архівовано 5 квітня 2022 у Wayback Machine.]
  - Братське кладовище (Вічний вогонь)Віртуальний 3D тур